# Rubite
Rubite è un comune spagnolo di 440 abitanti situato nella comunità autonoma dell'Andalusia.